# 石塚邦雄
石塚 邦雄（いしづか くにお、1949年9月11日 - ）は、日本の実業家。三越伊勢丹ホールディングス特別顧問。東京都出身。

## 人物
- 開成高等学校を卒業後東京大学法学部に進学。1972年3月卒業[1]。

## 経歴
- 1972年5月　三越入社。
- 2003年2月　同執行役員業務部長。
- 2004年3月　同上席執行役員経営企画部長。
- 2005年3月　同常務執行役員営業企画部長。
- 2005年5月　同代表取締役社長執行役員兼営業企画本部長。
- 2006年2月　同代表取締役社長執行役員。
- 2008年6月　伊勢丹取締役。
- 2011年4月　三越伊勢丹取締役会長執行役員。
- 2012年2月　同代表取締役会長執行役員。
- 2012年4月　三越伊勢丹代表取締役会長執行役員。
- 2017年6月　三越伊勢丹HD特別顧問[2]。